# Mennica Polska
Mennica Polska Spółka Akcyjna – polska spółka publiczna z siedzibą w Warszawie, notowana na warszawskiej Giełdzie Papierów Wartościowych, działająca w przemyśle metalurgicznym i precyzyjnym jako producent wyrobów grawersko-medalierskich, mincerskich, innych wyrobów inwestycyjnych z rafinowanych metali szlachetnych, a także jako dostawca systemów płatności. Ponadto poprzez swoje spółki zależne działa na rynkach: deweloperskim, przetwórstwa metali szlachetnych dla zastosowań przemysłowych oraz ochrony mienia i osób.

## Grupa kapitałowa
Spółka jest jednostką dominującą grupy kapitałowej, w skład której wchodzą również:
- Mennica Invest Sp. z o.o. (KRS 0000033337), prowadząca działalność deweloperską[5];
- Mennica Ochrona Sp. z o.o. (KRS 0000039718), zajmująca się ochroną mienia i osób, konwojowaniem, działalnością detektywistyczną oraz instalacjami alarmowymi[6];
- Mennica-Metale Szlachetne S.A. (KRS 0000295229), prowadząca działalność z zakresu przetwórstwa metali szlachetnych wykorzystywanych na potrzeby produktów przemysłowych[7].

Grupa dysponuje jedyną w Polsce przemysłową rafinerią złota i jest największym dystrybutorem złota w kraju.

## Działalność

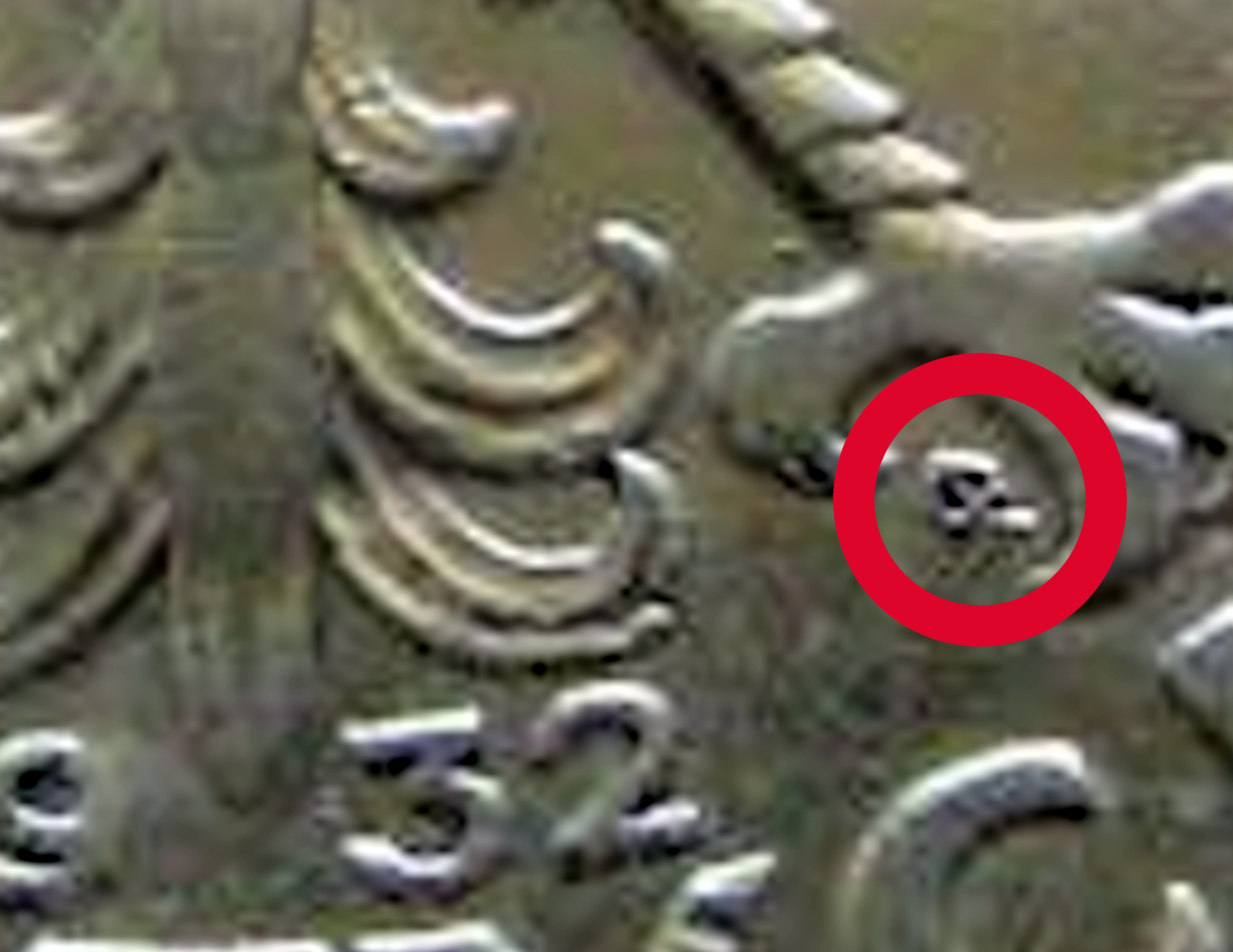
Znak menniczy Mennicy Warszawskiej z okresu międzywojennego – godło herbu Kościesza

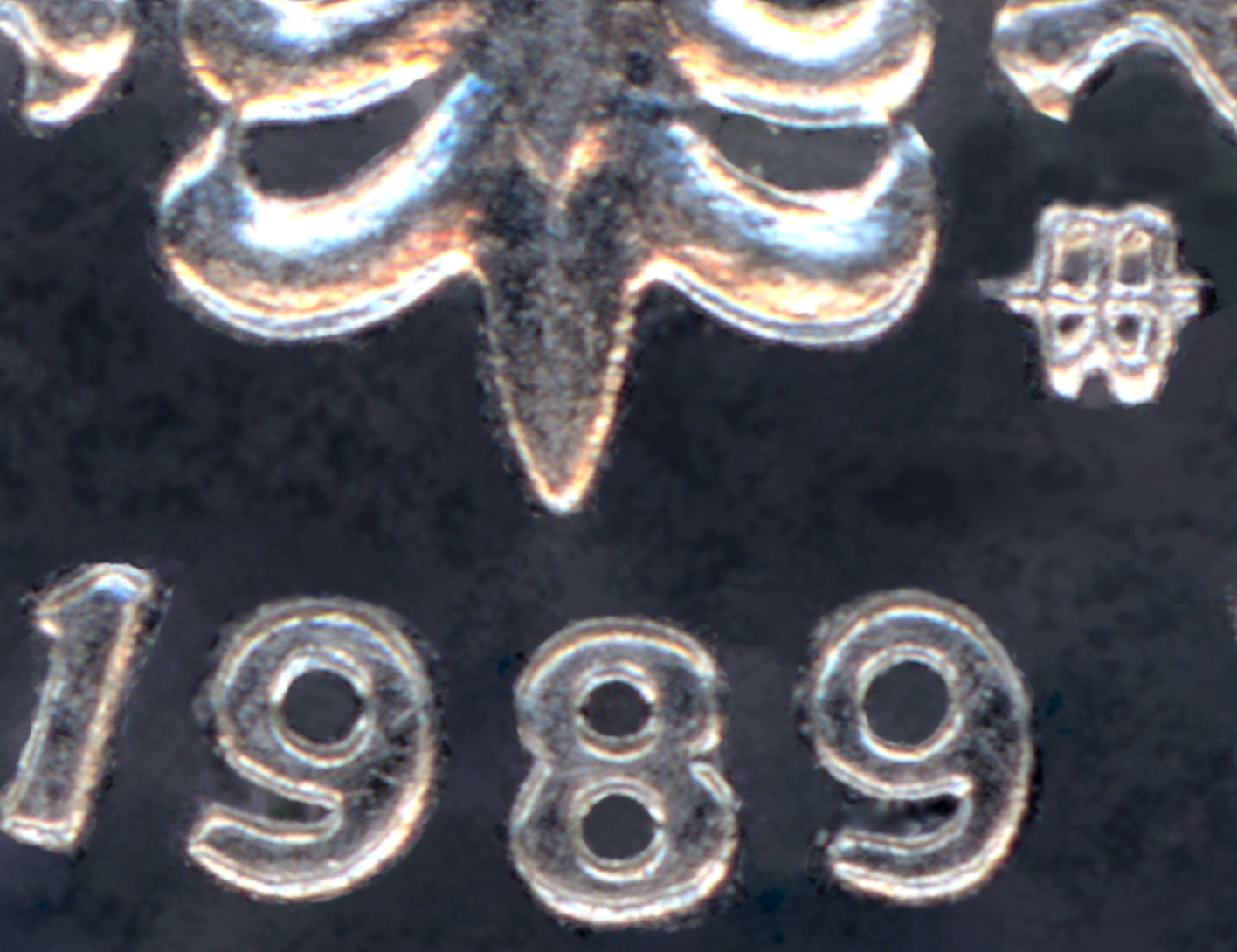
Znak menniczy Mennicy Polskiej na awersie monety – monogram składający się ze złączonych ze sobą pionowo liter m oraz w (skrót od: Mennica Warszawska)

W ramach działalności menniczej spółka produkuje:
- wszystkie polskie pieczęcie urzędowe z godłem państwowym (jako następca prawny Mennicy Państwowej) i wszystkie polskie pieczęcie tłumaczy przysięgłych – na zasadach monopolu przyznanego wprost przepisami prawa[9][10];
- wszystkie polskie ordery i odznaczenia państwowe – jako podmiot wyznaczony przez Kancelarię Prezydenta Rzeczypospolitej Polskiej do wykonywania ustawowego monopolu państwa w tym zakresie[11];
- polskie pięczecie urzędowe gmin, związków komunalnych, powiatów i województw zawierające herb gminy, powiatu lub województwa;
- polskie odznaki honorowe, organizacyjne i okolicznościowe;
- polskie insygnia władzy (m.in. sądowniczej, lokalnej i uczelnianej)[12]
- polskie monety obiegowe[13] i kolekcjonerskie[14];
- monety na zamówienie emitentów z innych państw[15];
- inne medale, żetony i znaczki metalowe[16];
- inwestycyjne sztabki złota o masie od 0,25 do 1000 g[17];
- datowniki[18];
- pieczęcie i znaczniki (cechowniki) probiercze[19].

Spółka zajmuje się również sprzedażą produktów inwestycyjnych, takich jak złoto (sztabki i monety bulionowe), srebro i brylanty.
Na rynku płatności elektronicznych Mennica Polska wprowadziła w ponad 700 miejscowościach sieć terminali „Strefa”, umożliwiających sprzedaż doładowań telefonów komórkowych, biletów komunikacji miejskiej oraz dokonywanie przedpłat parkingowych. Spółka wdrożyła i rozwija sieć sprzedaży biletów i doładowań parkingowych kodowanych na Warszawskiej Karcie Miejskiej, wdrożyła również systemy Jaworznickiej Karty Miejskiej i Suwalskiej Karty Miejskiej oraz system Karty Biletu Elektronicznego dla Lublina.
W ramach działalności deweloperskiej grupa zrealizowała budowę osiedla w Łomiankach, pierwszego etapu osiedla w Jabłonnie oraz dwóch budynków mieszkalnych w Warszawie. Oferuje także wynajem powierzchni biurowych, magazynowych, produkcyjnych i reklamowych.
Dział informatyki przedsiębiorstwa świadczy usługi z zakresu doradztwa, konfiguracji, administrowania i naprawy sprzętu komputerowego i sieci, projektowania i konfiguracji oprogramowania i inne. Ponadto firma zajmuje się konserwacją, remontami i unieszkodliwianiem odpadów przemysłowych.
W dniu 5 lutego 2009 na World Money Fair w Berlinie ogłoszono ustalanie międzynarodowego partnerstwa pomiędzy Mennica Polska a Professional Coin Grading Service (PCGS). Program ma na celu klasyfikowanie i certyfikowanie nowych monet okolicznościowych bitych w Mennicy, jak również ustanowienie centrum PCGS w budynku mennicy w Warszawie. Nowy program umożliwi kolekcjonerom i dealerom z Polski i Europy Wschodniej przesłanie do certyfikacji monet zarówno dawnych, jak i współczesnych.
Przedsiębiorstwo jest właścicielem muzeum – Gabinetu Numizmatycznego Mennicy Polskiej.

## Historia

### Mennica Warszawska (1766–1867)
Początki mennicy sięgają reformy monetarnej przeprowadzonej przez króla Stanisława Augusta Poniatowskiego w 1766 roku. 7 września 1764 Stanisław August Poniatowski został wybrany na króla przez sejm elekcyjny i obarczony obowiązkiem reformy monetarnej i tym samym uruchomienia nowej mennicy. Na początku następnego roku, 10 stycznia 1765 król powołał Komisję Menniczą, a 3 lipca nabył posesję z pałacem przy ul. Bielańskiej, aby wybudować tam nową mennicę. Oficjalnie data 10 lutego 1766 została przyjęta za datę założenia mennicy i wprowadzenia nowego systemu monetarnego w Polsce, a na pamiątkę tego wydarzenia w dzień 10 lutego ustanowiono święto mennicze (Dzień Mincerza). 15 marca 1787 zmieniono stopę menniczą. W roku 1791 Mennica wprowadziła swój znak menniczy – litery M.V. oraz M.W. (Mennica Warszawska) (używane też później w XIX wieku, a w obecnej formie od 1965 r.).
W maju 1794 roku królowi cofnięto przywilej bicia monety, a mennica została przejęta przez Komisję Skarbową. 14 czerwca ponownie zmieniono stopę menniczą. Mennica została zamknięta w wyniku rozbiorów 9 stycznia 1796 roku. 9 czerwca 1810 ponownie rozpoczęła działalność, bijąc monety Księstwa Warszawskiego – złote, srebrne i miedziane (w latach 1810–1813 wybito ok. 64 mln jednostek) – aż do 9 czerwca 1815 (kongres wiedeński). Przez cały 1815 rok biła monety pod stemplem nieistniejącego już Księstwa Warszawskiego, z datą wsteczną 1814. Od 1 stycznia 1816 biła już monety dla Królestwa Polskiego.
16 czerwca 1817 rozpoczęto przy ul. Bielańskiej budowę nowego gmachu mennicy według projektu Piotra Aignera. W 1824 uzyskała monopol na produkcję stempli i pieczęci państwowych, na wniosek ministra spraw wewnętrznych. W czasie powstania listopadowego w 1830 mennica pełniła funkcję zakładów zbrojeniowych. 25 stycznia 1831 Sejm zdetronizował króla Mikołaja I i mennica zaczęła bić monety z godłami narodowymi.
Ukaz carski 15 października 1832 r. wprowadził pierwszą dwujęzyczną monetę rosyjsko-polską o nominale 15 kopiejek = 1 złoty, a 3 października 1841 walutę rosyjską (pierwszego rubla wybito w następnym roku). Od roku 1842 rozpoczęło się stopniowe ograniczanie działalności Mennicy Warszawskiej. W roku 1850 zmieniono znak menniczy MW na pisane cyrylicą ВМ. Rok później otwarto Główną Probiernię przy Mennicy Warszawskiej. W 1865 produkcja została zatrzymana (do tego czasu, od 1816, wybito ponad 300 mln jednostek). Ostateczna likwidacja nastąpiła w roku 1867 i z dniem 1 stycznia 1868 mennica została przez władze carskie zamknięta (ostatni dyrektor Mennicy, Stanisław Pusch, sporządził w tym czasie „Krótki rys historyczny o mennicy warszawskiej…”), a w 1907 jej budynek przy ul. Bielańskiej rozebrany z przeznaczeniem placu pod Rosyjski Bank Państwa (zob. budynek Banku Polskiego w Warszawie).

### Mennica Państwowa (1924–1994)

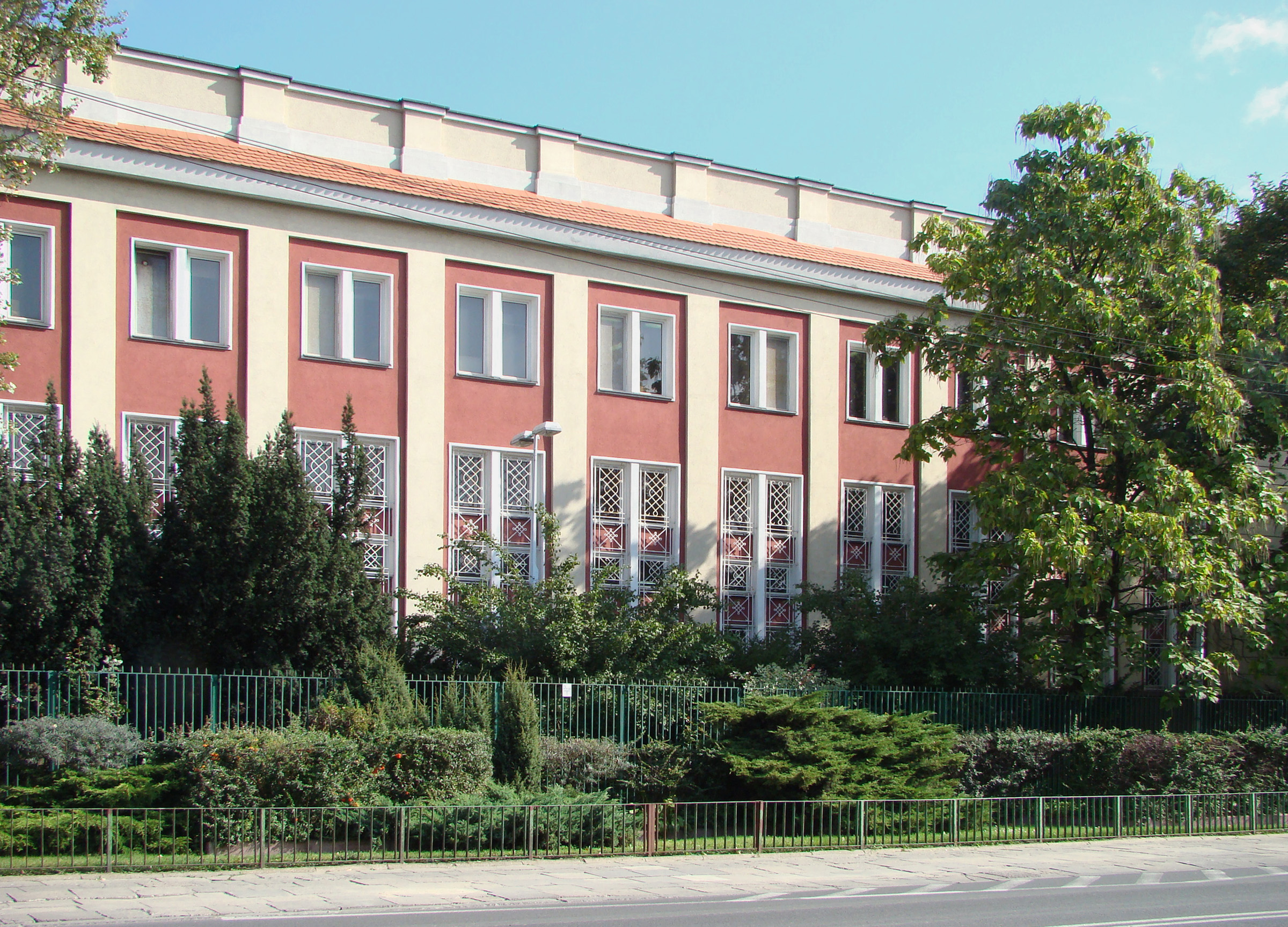
Pierwszy budynek Mennicy Polskiej przy ul. Żelaznej w Warszawie (zburzony w 2014)

Mennica wznowiła działalność 14 kwietnia 1924 w nowej lokalizacji przy ul. Markowskiej 18 na warszawskiej Pradze. Nowoczesne maszyny sprowadzono z Francji, Wielkiej Brytanii i Niemiec. Do 1928 zakład otrzymał monopol na „wyrób pieczęci z orłem państwowym”, jak również został zobowiązany do dokonywania ekspertyz i wydawania orzeczeń w sprawie autentyczności monet oraz pieczęci urzędowych i ich odcisków.
Po rozpoczęciu II wojny światowej mennica została częściowo zniszczona, a jej zbiory zrabowane przez wojska niemieckie (kustosz Władysław Terlecki zdołał uratować ok. 10% eksponatów). W latach 1941–1944 władze okupacyjne biły cynkowe monety dla ziem polskich. Władze jednak nie kontrolowały produkcji stempli, więc wszystkie monety z tego okresu zostały wykonane stemplami sprzed wojny, na których znajdował się orzeł biały, a nie było swastyki. 12 września 1944 budynki zakładu zostały wysadzone. Mennica wznowiła działalność jeszcze w 1944 przy ul. Markowskiej, nie wytwarzała jednak monet ze względu na brak zamówień.
W 1950 roku decyzją rządu ustanowiono nową walutę, złotego polskiego równego 100 groszom i pierwsze 2 mld monet wybito poza Polską. W 1952 mennica została przeniesiona do nowej siedziby przy ówczesnej ul. Ceglanej (dziś ul. Pereca na Woli na zbiegu z ul. Żelazną). W nowej siedzibie mennicy pierwsze powojenne monety (1 gr i 2 gr), jeszcze z napisem „Rzeczpospolita Polska” i datą wsteczną 1949, wybito w 1953 r. W 1955 r. potwierdzono monopol mennicy na wyrób polskich pieczęci urzędowych z godłem państwowym. W roku 1957 na monetach jako nazwa państwa pojawiła się „Polska Rzeczpospolita Ludowa”. W tym samym roku zadecydowano o aktualizowaniu roku na stemplach wraz ze zmianą roku kalendarzowego. Po wojnie, do 1964 roku mennica wybiła ponad 1,84 mld złotych, czyli niemal tyle, ile powstało od początku w roku 1766 do 1944. W 1966 przedsiębiorstwo zostało odznaczone Orderem Sztandaru Pracy I klasy.
Od 20 września 1990 na monety powróciły napis „Rzeczpospolita Polska” i orzeł w koronie.
W latach 1990–1994 (od 27 grudnia) objęta całkowitą tajemnicą trwała produkcja polskich monet denominacyjnych. 225. rocznicę założenia mennicy, w 1991 roku, uczczono pamiątkową pierwszą polską monetą bimetaliczną.

### Mennica Państwowa S.A. (1994–2005)

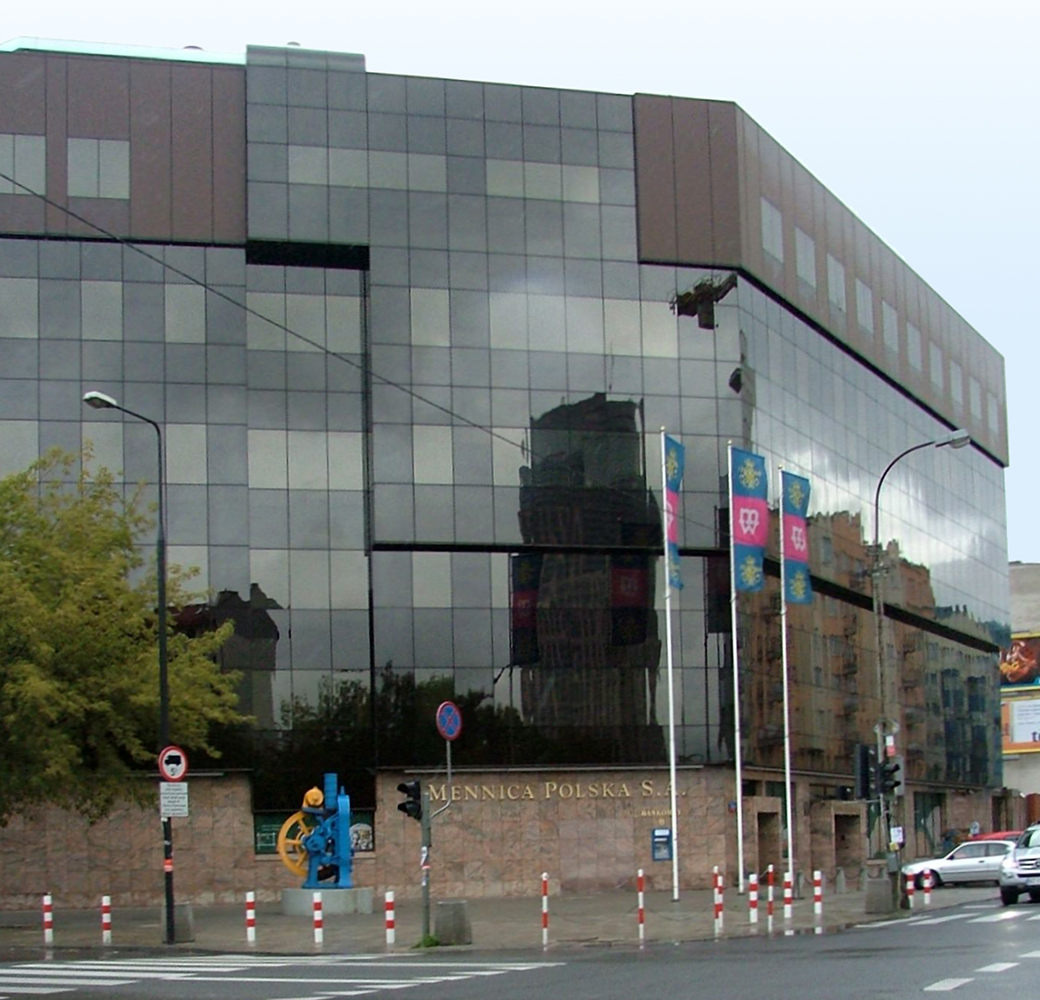
Budynek Mennicy Polskiej przy ul. Żelaznej w Warszawie zburzony w 2016

W kwietniu 1994 mennica została przekształcona w jednoosobową spółkę Skarbu Państwa „Mennica Państwowa Spółka Akcyjna”, a 26 września otwarto nowy budynek przy ul. Żelaznej 56. Ten właśnie, nowy budynek mennicy przy Żelaznej, został zburzony w 2016. Na przełomie sierpnia i września rozpoczęto bicie pierwszych polskich obiegowych monet bimetalicznych – 2 zł i 5 zł – tych ostatnich z jednoczesnym łączeniem rdzenia z pierścieniem, a w styczniu 1995 nastąpiły denominacja polskiego złotego oraz przywrócenie monet do obiegu pieniężnego. W 1995 wybito pierwsze polskie monety złote oparte na standardzie uncji.
7 kwietnia 1998 miało miejsce pierwsze notowanie akcji mennicy na Giełdzie Papierów Wartościowych w Warszawie. Firma rozpoczęła działalność również w obszarze płatności elektronicznych. Od grudnia 2001 roku jest operatorem Systemu Karty Miejskiej w Warszawie.

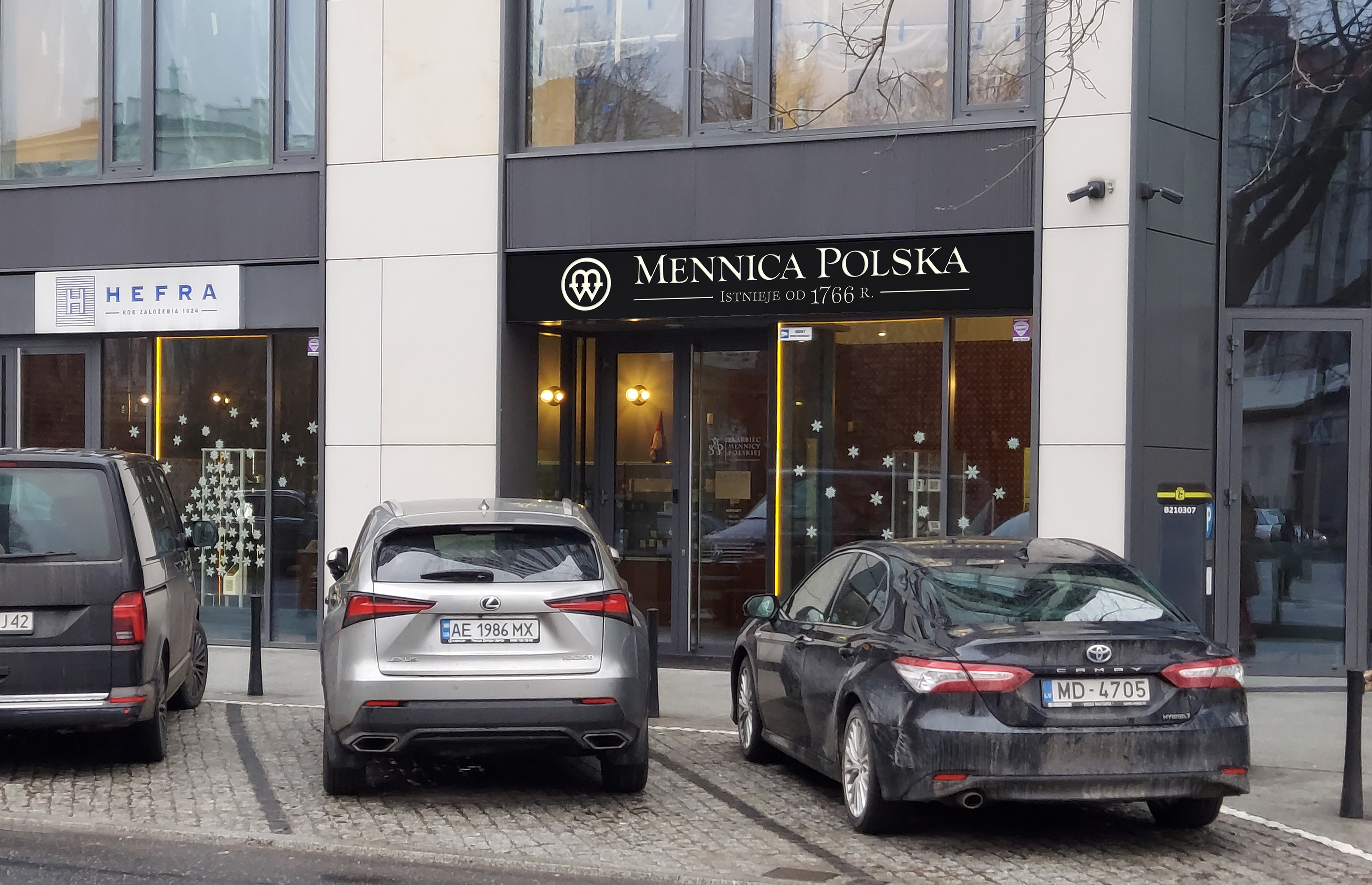
Sklep Mennicy Polskiej – ul. Grzybowska 43A lok. 3, 00-855 Warszawa

Od 2004 r. spółce przyznano ustawowy monopol na wyrób wszystkich polskich pieczęci tłumaczy przysięgłych.

### Mennica Polska S.A. (po 2005)
31 maja 2005 została zmieniona nazwa spółki na obecną: Mennica Polska Spółka Akcyjna. Od 2008 roku na rynku polskim działała również spółka zależna Mennicy Polskiej – Skarbiec Mennicy Polskiej SA. 27 kwietnia 2010 Ministerstwo Skarbu Państwa i Bank Gospodarstwa Krajowego sprzedały łącznie 42% akcji spółki, kończąc tym samym jej prywatyzację. 13 lipca 2011 roku Mennica Polska otworzyła swój sklep firmowy poza Warszawą – w Krakowie na Zamku Królewskim na Wawelu.
Spółka pozostawała jedynym producentem polskich monet obiegowych aż do 2014 roku, kiedy straciła produkcję monet groszowych 1, 2 i 5 groszy na rzecz Mennicy Brytyjskiej. Od 2017 roku produkcja tych nominałów wróciła do Mennicy Polskiej. W 2021 r. połączono ze spółką dominującą podmioty zależne: Mennica Polska od 1766 Sp. z o.o. (KRS 0000374497) (dawniej: Eko Technologie Logistyka Sp. z o.o.), a także Skarbiec Mennicy Polskiej S.A. (KRS 0000008557) (dawniej: Mennica Elektroniczne Transakcje S.A.).
Mennica Polska jest nadal jedynym producentem monet kolekcjonerskich Narodowego Banku Polskiego, a także polskich pieczęci urzędowych z godłem państwowym i polskich pieczęci tłumaczy przysięgłych. Mennica produkuje monety również dla zagranicznych emitentów i banków centralnych, np. monety obiegowe dla Dominikany, Armenii i Ukrainy, a monety kolekcjonerskie dla Armenii, Białorusi, Ukrainy i Cypru.